# Gmina Union (hrabstwo Crawford, Iowa)

Położenie Gminy Union w hrabstwie Crawford

Gmina Union (ang. Union Township) – gmina w USA, w stanie Iowa, w hrabstwie Crawford. Według danych z 2000 roku gmina miała 876 mieszkańców, a jej powierzchnia wynosi 93,15 km².